# Oberdorff
Oberdorff là một xã trong vùng Grand Est, thuộc tỉnh Moselle, quận Boulay-Moselle, tổng Bouzonville. Tọa độ địa lý của xã là 49° 16' vĩ độ bắc, 06° 35' kinh độ đông. Oberdorff nằm trên độ cao trung bình là 300 mét trên mực nước biển, có điểm thấp nhất là 263 mét và điểm cao nhất là 340 mét. Xã có diện tích 4,22 km², dân số vào thời điểm 1999 là 372 người; mật độ dân số là 88 người/km².

## Thông tin nhân khẩu
| 1962 | 1968 | 1975 | 1982 | 1990 | 1999 |
| ---- | ---- | ---- | ---- | ---- | ---- |
| 285  | 314  | 302  | 306  | 314  | 372  |